# Horace Walker
Horace Walker, né le 23 juillet 1838 au Canada et mort en 1908, est un alpiniste anglais qui a réalisé plusieurs premières ascensions dont celles de l'Elbrouz et des Grandes Jorasses. Il est l'un des grimpeurs représentatifs de l'âge d'or de l'alpinisme, période pendant laquelle la plupart des grands sommets des Alpes ont été gravis.

## Biographie
Horace Walker, né le 23 juillet 1838 au Canada, est le fils de Frank Walker (1808–1872), marchand et alpiniste de Liverpool, et le frère de Lucy Walker (1836–1916), la première femme à avoir grimpé le Cervin.
En 1840, son père retourne à Liverpool en Angleterre pour y travailler dans l'industrie du plomb. En 1854, Horace Walker est envoyé dans le canton de Vaud, en Suisse, pour y apprendre le français. Il y acquiert la passion des montagnes.
En 1858, Horace Walker, sa sœur et son père visitent le col du Théodule puis l'année suivante le Titlis, l'Oberaarjoch, le Tschingelpass et le col du Strahlegg.
En novembre 1859, Horace Walker et son père sont admis simultanément à l'Alpine Club, peu après sa fondation.
Par la suite, la plupart des expéditions alpines des Walker s'effectuent en famille en particulier avec leurs guides attitrés, Jakob et Melchior Anderegg. Après le décès de son père en 1872, il se lie d'amitié avec Adolphus Warburton Moore avec qui il réalise de nombreuses ascensions dans les Alpes mais également hors d'Europe.
Horace Walker est par ailleurs est un précurseur des ascensions hivernales. Á partir de 1869, il réussit celles des Plattenhörner, du Balmhorn et de l'Engstligengrat.
Il a été président de l’Alpine Club de 1891 à 1893.

## Premières ascensions
- 25 juin 1864 : arête nord-est de la Barre des Écrins avec Adolphus Warburton Moore et Edward Whymper et les guides Michel Croz, Christian Almer père et Christian Almer fils.
- 21 juillet 1864 : Balmhorn (Alpes bernoises) avec Frank Walker et Lucy Walker et les guides Jakob et Melchior Anderegg.
- 28 juin 1865 : Piz Roseg (Chaîne de la Bernina) avec A.W. Moore et le guide Jakob Anderegg.
- 6 juillet 1865 : face est de l'Ober Gabelhorn (Alpes valaisannes) avec A.W. Moore et le guide Jakob Anderegg.
- 9 juillet 1865 : Pigne d'Arolla (Alpes valaisannes) avec A.W. Moore et le guide Jakob Anderegg.
- 15 juillet 1865 : éperon de la Brenva (Mont Blanc) avec George Spencer Mathews, A.W. Moore, Frank Walker et les guides Jakob et Melchior Anderegg.
- 30 juin 1868 : pointe est des Grandes Jorasses (Mont Blanc) avec les guides Melchior Anderegg, Johann Jaun et Julien Grange.
- 28 juillet 1874 : Elbrouz (Caucase), sommet occidental, avec Florence Crauford Grove et Frederick Gardiner et les guides Ahiya Sottaiev et Peter Knubel.

## Hommages
Le glacier Horace Walker ainsi que le refuge Horace Walker situés dans les Alpes du sud en Nouvelle-Zélande portent son nom.
En souvenir de sa première ascension des Grandes Jorasses le 30 juin 1868, Walker a laissé son nom à la pointe Walker (4 208 m), le plus haut sommet des Grandes Jorasses et à l'éperon Walker.